# Red Bull RB6
Chronologie des modèles (2010)
Red Bull RB5 Red Bull RB7
La Red Bull RB6 est la monoplace de Formule 1 engagée par l'équipe Red Bull Racing dans le cadre du championnat du monde de Formule 1 2010.
Pilotée par l'Allemand Sebastian Vettel et l'Australien Mark Webber, elle est présentée le 10 février 2010 sur le Circuit permanent de Jerez et débute le 14 mars 2010 au Grand Prix automobile de Bahreïn.

## Aspects techniques
Dessinée et conçue par l'ingénieur britannique Adrian Newey, la RB6 s'inscrit dans la continuité de la Red Bull RB5 ; elle est propulsée par le moteur V8 RS27 Renault de 2 400 cm3 de cylindrée et limité à 18 000 tr/min. Le museau est toujours placé haut, entre autres pour suffisamment alimenter en air le double diffuseur. La RB6 se singularise par son aileron avant complexe et ses échappements placés très bas.

## Historique
Dès le début de la saison, Red Bull confirme son statut de favori avec de brillantes performances en qualification mais peine en course à cause de problèmes techniques ou d'incidents. À Bahreïn, Vettel réalise la pole position, mène la majorité de la course mais termine quatrième derrière les Ferrari de Fernando Alonso et Felipe Massa et la McLaren de Lewis Hamilton à cause d'une perte de puissance. Webber, qualifié sixième et victime d'un trop-plein d'huile au départ, termine huitième. En Australie, les Red Bull monopolisent la première ligne pour la première fois mais Vettel abandonne à cause d'une casse d'écrou de roue alors qu'il mène la course. Webber percute Lewis Hamilton en fin de course alors qu'ils luttaient pour la cinquième position et termine neuvième. Malgré deux pole positions et une voiture qui s'affirme comme la meilleure du plateau, Red Bull ne pointe qu'au cinquième rang avec 18 points quand Ferrari est leader avec 70. Vettel est septième avec 12 points et Webber dixième avec 6 face aux 37 points du leader Fernando Alonso.
En Malaisie, Webber prend la pole position sous la pluie quand Vettel part troisième. Les Red Bull obtiennent leur premier doublé de la saison, Vettel devant Webber, ce qui permet à l'écurie de remonter à la troisième place et à Vettel de revenir à deux points de Massa, nouveau leader du championnat. Au Grand Prix de Chine, les Red Bull, qui occupent à nouveau la première ligne, terminent sixième et huitième. Red Bull stagne à la troisième place avec 36 points de retard sur McLaren (109 à 73) et Vettel est relégué à 15 points de Jenson Button (60 à 45), nouveau leader.
En Espagne, Webber et Vettel partent en première ligne pour la deuxième fois consécutive. Webber remporte l'épreuve tandis que Vettel, alors deuxième, connaît un problème de freins et se classe troisième derrière Alonso. Red Bull revient à six points de McLaren (119 à 113), qu'elle dépasse à l'issue du doublé réalisé à Monaco, menant le championnat du monde de Formule 1 pour la première fois, tout comme Webber, à égalité de points avec Vettel (78 points partout). En Turquie, Webber réalise la septième pole position consécutive de l'équipe, une série plus vue depuis l'enchaînement de Ferrari entre les Grand Prix d'Italie 2000 et du Brésil 2001 ; dans une tentative de dépassement de Vettel alors qu'ils occupent les deux premières places, les Red Bull s'accrochent, causant l'abandon de l'Allemand ; Webber finit troisième, derrière les McLaren qui reprennent la tête du championnat d'un point (172 à 171) ; Webber conserve la tête du championnat pour cinq points face à Hamilton (93 à 88). Des tensions apparaissent dans l'équipe après cet accrochage.
Au Canada, les Red Bull, battues pour la première fois de la saison en qualifications par la McLaren d'Hamilton, qui prend la tête du championnat, échouent au pied du podium. En Europe, Vettel s'impose depuis la pole position tandis que Webber connaît une course bien différente ; alors qui s'est arrêté très tôt dans la course, il repart en fond de classement et, en tentant de dépasser la Lotus d'Heikki Kovalainen, il le percute et est victime d'un spectaculaire accident : la Red Bull fait presque un looping et s'écrase dans un mur de pneus. Vettel revient ainsi à 12 points d'Hamilton mais Webber se retrouve à 24 points du Britannique, tandis que Red Bull est distancée de 30 points par McLaren.
À Silverstone, où les Red Bull partent en première ligne, une polémique naît quand Vettel casse son aileron avant aux essais libres et que l'écurie lui donne celui de Webber. Au départ, où les voitures autrichiennes partent en première ligne, Vettel patine et tasse Webber. Quelques mètres plus loin, après une excursion hors-piste, l'Allemand crève et doit passer par les stands ; il termine septième quand son coéquipier remporte la course, ce qui permet à Red Bull de prendre un point à McLaren (278 à 249). En Allemagne, Vettel réalise la pole position pour deux millièmes de seconde devant la Ferrari de Fernando Alonso. Le lendemain, auteur d'un mauvais départ, il tente d'empêcher l'Espagnol de passer mais sa manœuvre échoue et permet même à l'autre Ferrari de Felipe Massa de passer en tête. Vettel se classe troisième derrière les voitures italiennes et devant les McLaren tandis que Webber termine sixième. Un nouveau point est repris à l'écurie britannique au championnat : Red Bull compte alors 272 points contre 300 pour McLaren.
En Hongrie, les Red Bull, nettement au dessus de la concurrence, relèguent la Ferrari d'Alonso à une seconde en qualifications mais Vettel est pénalisé d'un drive-through pour avoir laissé trop d'écart entre lui et Webber lorsque la voiture de sécurité s'est effacée alors qu'il dominait la course. Webber remporte le Grand Prix et reprend la tête du championnat tandis que Vettel termine troisième ; Red Bull reprend également la tête du championnat avec huit points d'avance sur McLaren (312 à 304).
Après la trêve estivale, Webber obtient la pole position en Belgique mais rate son envol, laissant passer Hamilton. Quelques tours plus tard, Vettel, en troisième position, part à la faute à la chicane et percute Jenson Button. L'Allemand reçoit un deuxième drive-through consécutif pour cet accrochage et termine quinzième tandis que Webber monte sur la deuxième marche du podium. L'Australien perd la tête du championnat mais Red Bull, avec 330 points, consolide sa première place pour un point face à McLaren. En Italie, les pilotes terminent quatrième et sixième ; Hamilton ayant abandonné, Webber récupère la tête du championnat et Red Bull conforte sa première place. Ils montent sur le podium à Singapour où Vettel est resté dans le sillage du vainqueur Alonso toute la course tandis que Webber s'est accroché avec Hamilton. Red Bull devance alors de 24 points McLaren (383 à 359) et Webber possède 11 points d'avance sur Alonso (202 à 191).

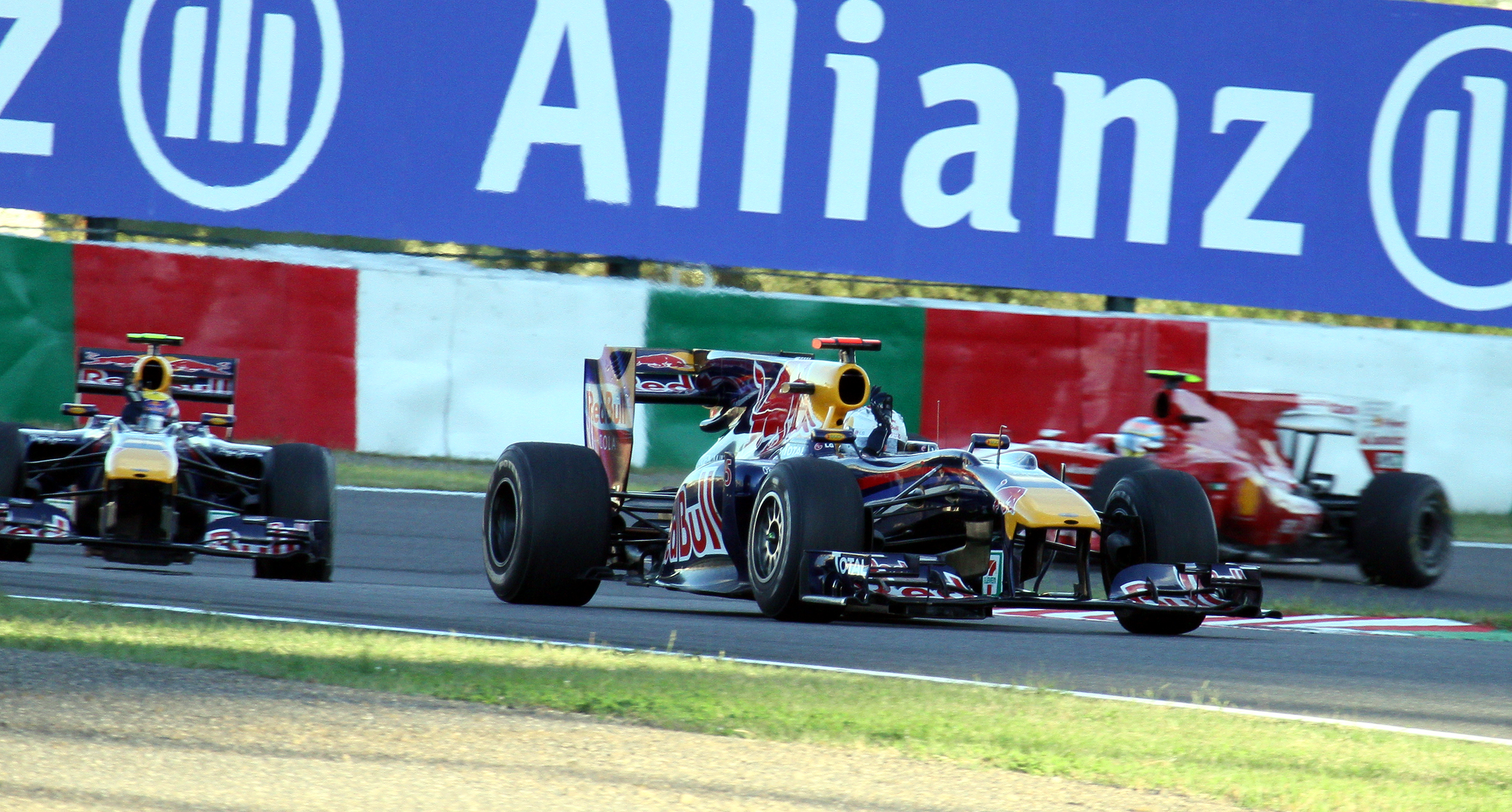
Les derniers Grands Prix de la saison verront une lutte à trois pour le championnat entre les deux pilotes Red Bull et Fernando Alonso

Au Japon, Vettel et Webber font le doublé en qualifications et en course. À trois Grands Prix de la fin de la saison, Webber (220 points) mène devant Alonso et Vettel (206 points) tandis que Red Bull a plus d'une course d'avance sur McLaren (426 points contre 381). Si les voitures autrichiennes monopolisent la première ligne pour la huitième fois de la saison au Grand Prix de Corée du Sud, aucune ne voit l'arrivée d'une course perturbée par la pluie : Mark Webber, en tête-à-queue, est percuté par Nico Rosberg, causant leurs abandons, et le moteur de Sebastian Vettel casse à une dizaine de tours de la fin alors qu'il pouvait s'imposer et prendre la tête du championnat qui revient à Alonso (avec onze points d'avance sur Webber, Vettel étant relégué à vingt-cinq points) ; McLaren revient à 27 points chez les constructeurs. Ce score vierge met fin à une série de 22 Grands Prix consécutifs dans les points. Au Brésil, Vettel s'impose devant Webber ; Red Bull Racing réalise son quatrième doublé de la saison et remporte son premier titre mondial des constructeurs alors qu'un Grand Prix reste à courir. Alonso occupe toujours la tête du classement des pilotes avec 246 points, Webber a 8 points de retard et Vettel 15.

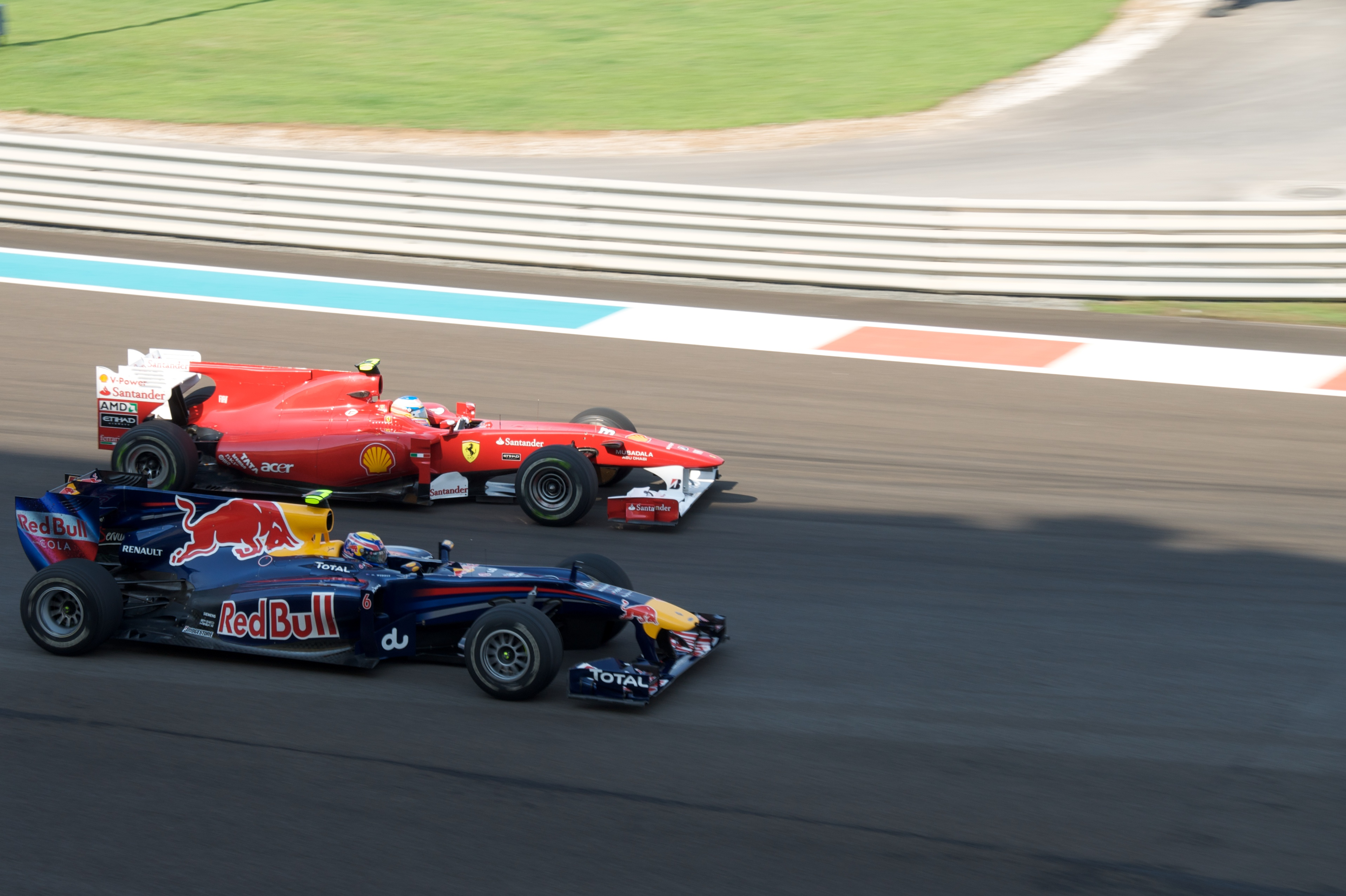
Mark Webber arrive à Abou Dabi avec le statut de challenger de Fernando Alonso pour le titre mondial, mais eux deux seront battus par Sebastian Vettel, considéré comme outsider,

À Abou Dabi, l'Allemand réalise sa dixième pole position de la saison, la quinzième de l'année pour Red Bull qui égalise les records de McLaren en 1988 et Williams en 1992 et 1993. Webber s'élance cinquième, derrière Alonso. La Scuderia Ferrari choisit de calquer la stratégie de son pilote sur celle de l'Australien et ignore Vettel qui remporte la course. Or, Alonso et Webber restent bloqués toute la course derrière la Renault de Vitaly Petrov, sixième, et n'inscrivent pas assez de points pour obtenir le titre mondial. Sebastian Vettel devient le plus jeune champion du monde de l'histoire pour quatre points face à Alonso.
Red Bull conclut sa sixième saison en étant sacrée championne du monde des constructeurs avec 498 points, 15 pole positions, 8 premières lignes monopolisées, 9 victoires, 4 doublés et des pilotes champion du monde et troisième.

## Résultats en championnat du monde de Formule 1
| Saison | Écurie          | Moteur               | Pneus       | Pilotes          | Courses | Courses | Courses | Courses | Courses | Courses | Courses | Courses | Courses | Courses | Courses | Courses | Courses | Courses | Courses | Courses | Courses | Courses | Courses | Points inscrits | Classement |
| Saison | Écurie          | Moteur               | Pneus       | Pilotes          | 1       | 2       | 3       | 4       | 5       | 6       | 7       | 8       | 9       | 10      | 11      | 12      | 13      | 14      | 15      | 16      | 17      | 18      | 19      | Points inscrits | Classement |
| ------ | --------------- | -------------------- | ----------- | ---------------- | ------- | ------- | ------- | ------- | ------- | ------- | ------- | ------- | ------- | ------- | ------- | ------- | ------- | ------- | ------- | ------- | ------- | ------- | ------- | --------------- | ---------- |
| 2010   | Red Bull Racing | Renault V8 RS27-2010 | Bridgestone |                  | BAH     | AUS     | MAL     | CHI     | ESP     | MON     | TUR     | CAN     | EUR     | GBR     | ALL     | HON     | BEL     | ITA     | SIN     | JAP     | COR     | BRÉ     | ABU     | 498             | Champion   |
| 2010   | Red Bull Racing | Renault V8 RS27-2010 | Bridgestone | Sebastian Vettel | 4e      | Abd     | 1er     | 6e      | 3e      | 2e      | Abd     | 4e      | 1er     | 7e      | 3e      | 3e      | 15e     | 4e      | 2e      | 1er     | Abd     | 1er     | 1er     | 498             | Champion   |
| 2010   | Red Bull Racing | Renault V8 RS27-2010 | Bridgestone | Mark Webber      | 8e      | 9e      | 2e      | 8e      | 1er     | 1er     | 3e      | 5e      | Abd     | 1er     | 6e      | 1er     | 2e      | 6e      | 3e      | 2e      | Abd     | 2e      | 8e      | 498             | Champion   |

Légende : ici 